# Saint-Bernard, Côte-d'Or
Saint-Bernard är en kommun i departementet Côte-d'Or i regionen Bourgogne-Franche-Comté i östra Frankrike. Kommunen ligger i kantonen Nuits-Saint-Georges som tillhör arrondissementet Beaune. År 2022 hade Saint-Bernard 460 invånare.

## Befolkningsutveckling
Antalet invånare i kommunen Saint-Bernard
Referens:INSEE